# Trương Kế
Trương Kế, tên tự là Ý Tôn, là một nhà thơ Trung Quốc, sinh ra tại Tương Châu tỉnh Hồ Bắc (nay là Tương Dương) vào thời nhà Đường. Trương Kế có kiến thức rộng, thi trượt một khoa, đỗ tiến sĩ năm thứ 12 niên hiệu Thiên Bảo (753) và có làm chức quan nhỏ (Tự bộ viên ngoại lang). Thơ ông thường tả phong cảnh là chủ yếu.
Tác phẩm nổi tiếng của ông là Phong Kiều dạ bạc, một tác phẩm thơ Đường nổi tiếng.